# Claudio Chiappero
Claudio Chiappero (San Cristóbal, Santa Fe, 4 de junio de 1974) es un exjugador de baloncesto argentino. Disputó 14 temporadas de la Liga Nacional de Básquet de Argentina y otras 5 más del Torneo Nacional de Ascenso. Fue parte del plantel de Boca Juniors que se consagró campeón de la temporada 1996-97 de la LNB. También representó a su país a nivel internacional en torneos juveniles.

## Trayectoria

### Clubes
| Club                        | País      | Año         |
| --------------------------- | --------- | ----------- |
| Echagüe                     | Argentina | 1991 - 1993 |
| Boca Juniors                | Argentina | 1993 - 1994 |
| Lanús                       | Argentina | 1994 - 1995 |
| Boca Juniors                | Argentina | 1995 - 1997 |
| Peñarol de Mar del Plata    | Argentina | 1997 - 1998 |
| Deportivo Roca              | Argentina | 1998 - 1999 |
| Estudiantes de Bahía Blanca | Argentina | 1999 - 2000 |
| Deportivo Roca              | Argentina | 2000 - 2001 |
| Andino                      | Argentina | 2001 - 2002 |
| Quilmes de Mar del Plata    | Argentina | 2002 - 2006 |
| Deportivo Madryn            | Argentina | 2006 - 2007 |
| Independiente de Neuquén    | Argentina | 2007 - 2008 |
| San Martín de Corrientes    | Argentina | 2008 - 2010 |

## Selección nacional
Chiappero fue parte del plantel que terminó como subcampeón en el Campeonato Sudamericano de Baloncesto Junior de 1992 celebrado en Quito, Ecuador.